# Народно читалище „Яне Сандански – 1928“
Народно читалище „Яне Сандански – 1928“ е читалище в град Хаджидимово, България. Читалището е разположено на улица „Димо Хаджидимов“ № 44 и е регистрирано под № 1279 в Министерство на културата на България.
Основано е през 1928 година в Долна Сингартия под името „Иларион Макариополски“ от Атанас Вълчев, Ангел Тозев, Аврам Константинов, Тома Типов, Петър Раменцалиев, като пръв председател е Делчо Уливеров. Читалището първоначално разполага с едноетажна сграда със зала със сто места и библиотека с книги от дарения. Театрална трупа се формира в 1930 година. Учителят Георги Анастасов формира училищен и читалищен хор. През 1945 година е сформиран и тригласен смесен хор под ръководството на Димитър Лекин. През 50-те читалището е кръстено на Яне Сандански. В 1963 година Димитър Милушев създава женски хор, а в 1968 година се формира мъжка певческа група, която под ръководството на Милушев има концертни изяви и прави записи в Радио-телевизионния център в Благоевград. В 1979 година мъжката певческа група, женският хор и танцовият състав са обединени в общ ансамбъл. В 1980 година се формира танцов състав, ръководен от Костадин Гьоргов (1980 – 1989), а след него от Георги Стамболиев. В същата година е създаден танцовият състав „Чебурашка“, начело с Люба Шопова.